# Орлово (Тарский район)
Орло́во — село в Тарском районе Омской области России. Административный центр Орловского сельского поселения.

## История
Основано в 1726 году. В 1928 году село состояло из 67 хозяйств, основное население — русские. В административном отношении являлось центром Орловского сельсовета Нижне-Колосовского района Тарского округа Сибирского края.

## Население
| 1926 | 2002 | 2010 |
| ---- | ---- | ---- |
| 330  | ↗455 | ↘389 |

## Улицы
| - ул. Блочная, - ул. Зелёная, | - ул. Клинская, - ул. Центральная. |